# Hans Kottulinsky
Hans Kottulinsky, bis 1919 Graf Kottulinsky (* 24. April 1913 in Neudau; † 11. Dezember 1984 ebenda), war ein österreichischer Politiker (ÖVP) und Landwirt. Er war von 1945 bis 1949 sowie von 1953 bis 1959 Abgeordneter zum Österreichischen Nationalrat.
Kottulinsky besuchte nach der Volksschule ein Gymnasium und studierte an der Hochschule für Bodenkultur in Wien. Zwischen 1937 und 1939 arbeitete er als landwirtschaftlicher Beamter am väterlichen Gutsbesitz, den er nach dessen Tod übernahm. Er war in der Folge als Besitzer und Betriebsleiter tätig. 
Kottulinsky war politisch in der Vaterländischen Front und im Heimatschutz aktiv, weshalb er nach der Machtübernahme der Nationalsozialisten 1938 einige Tage in Haft verbringen musste. Nach dem Zweiten Weltkrieg vertrat er die ÖVP zwischen dem 19. Dezember 1945 und dem 8. November 1949 sowie vom 18. März 1953 und dem 9. Juni 1959 im Nationalrat.
Sein jüngerer Bruder war der Manager und Verbandsfunktionär Kunata Kottulinsky. 